# Морозов, Николай Викторович
Николай Викторович Морозов (29 мая 1912, Межадор, Коми АССР — 25 марта 1981, Москва) — советский инженер-конструктор. Доктор технических наук (1960), профессор (1965). Лауреат Сталинской премии (1951).

## Биография
Николай Морозов родился 29 мая 1912 года в селе в селе Межадор Усть-Сысольского уезда Вологодской губернии (ныне Сысольский район Республики Коми). Происходил из крестьянско-купеческого рода, известного с XVII века. В 1937 году окончил Горьковский инженерно-строительный институт.
В 1936 году, будучи студентом, стал работать в Москве в Управлении строительства Дворца Советов. Принимал участие в проектировании стального каркаса здания. В конце 1936 года занимался сооружением скульптуры «Рабочий и колхозница», а в 1937 году участвовал в её монтаже на Всемирной выставке в Париже.
В 1939 году в качестве военного инженера принимал участие в боях на Халхин-Голе. После начала Великой Отечественной войны, в июле 1941 года ушёл на фронт добровольцем в составе 5-й Московской стрелковой дивизии народного ополчения (Фрунзенского района). В начале битвы за Москву служил инженером 119-го отдельного строительного батальона 33-й армии Резервного фронта. 14 октября 1941 боях под Юхновом попал в плен. Позднее был освобождён. Демобилизован в 1946 году.
После демобилизации работал в Москве в различных институтах Академии архитектуры СССР (с 1956 года — Академии строительства и архитектуры). В 1951 году окончил институт аспирантуры Академии архитектуры СССР. В 1953 году окончил университет Марксизма-Ленинизма. В 1957 году вступил в Союз архитекторов СССР. В 1958 году вступил в КПСС. В 1963—1970 годах был директором НИИ строительной физики Академии строительства и архитектуры. С 1970 года и до конца жизни — руководитель отделения прочности крупнопанельных и каменных зданий Центрального НИИ строительных конструкций имени В. А. Кучеренко.
Автор работ по теории строительных конструкций жилых зданий. Один из пионеров крупнопанельного домостроения в СССР. В 1947—1948 годах по разработанному Н. В. Морозовым, Т. П. Антиповым, Г. Ф. Кузнецовым и Б. Н. Смирновым проекту был построен первый четырёхэтажный каркасно-панельный дом в Москве (на Мейеровском проезде). Как ведущий специалист по прочности зданий участвовал в реставрации Московского Кремля перед Олимпиадой-80.
Жил в Москве в Соймоновском проезде, 7/2 (1936—1941) и на Большой Бронной улице, 8 (1947—1981). Умер 25 марта 1983 года на работе во время собрания. Похоронен в городе Пушкино Московской области.

## Награды
- Сталинская премия третьей степени (1951) — за разработку конструкций и внедрение в строительную практику многоэтажных каркасно-панельных жилых домов со сборным железобетонным каркасом (в составе коллектива)[5].
- Медаль «За победу над Германией в Великой Отечественной войне 1941—1945 гг.» (1945)[6]
- Орден Красной Звезды (1958)[6]

## Сочинения
- Какими должны быть мощные конструкции Дворца Советов // За Дворец Советов. 1941. № 33
- Конструкции многоэтажных каркасно-панельных и панельных жилых домов: (Альбом). М., 1956 (в соавт.)
- Конструкции стен крупнопанельных жилых зданий. М., 1964
- Панели из легких бетонов. М., 1964 (в соавт.)
- Достижения и проблемы строительной физики. М., 1970
- Каменные конструкции и их возведение. М., 1977 (в соавт.)